# ワイドニュース (東京12チャンネル)
『ワイドニュース』は、日本科学技術振興財団テレビ事業本部(東京12チャンネル)（現・テレビ東京）が開局直後の1964年4月から1967年4月まで放送していた報道番組である。

## 概要
当時の東京12チャンネルのニュース番組は主として日中の11時、12時、13時、16時からの5分間、ならびに18時、23時からの10分間の朝日新聞ニュースがあり、その他に18時のニュースの後の科学ニュース、22時からの朝日スポーツニュース、23時のニュースの後の海外ニュース（5分ずつ）があった。なお、当時の東京12チャンネルは朝日新聞社との間に報道提携を結び、有楽町の旧東京本社（現在の有楽町マリオン）にニューススタジオを設けていた。
上記の通り、東京12チャンネルはスポットニュースを主に放送していたが、このワイドニュースはその東京12チャンネルの製作するニュースでその日のメインとなる総合ニュース番組として、他局がバラエティ番組やスポーツ番組などを編成するゴールデンタイムの20時に時間を設定し、その日1日を振り返るニュースの伝達や朝日新聞社の記者による解説などを行っていた。このため、タイトルを「朝日新聞ワイドニュース」としたものもある。また、イラストレーター・小島功による時事評論漫画も紹介されていた。
その後、1965年4月からは22:00 - 22:30に移動したが、1966年4月から経営状況の著しい悪化を理由に放送時間が大幅に短縮された際に、その日の最終番組である『きょうのニュース』と改題して20:30 - 21:00に時間枠を移して放送を続けた。しかし、1967年4月の終日放送の再開と番組編成の大幅改定でこの時間帯のニュースから撤退した。
なお、東京12チャンネルはこの後の1969年の日本経済新聞との取材提携締結後も朝日新聞ニュースを放送したが、1972年で朝日との提携を解消し、現在は日経一本となっている（TXNニュースの項参照）。